# Picatinnyskena

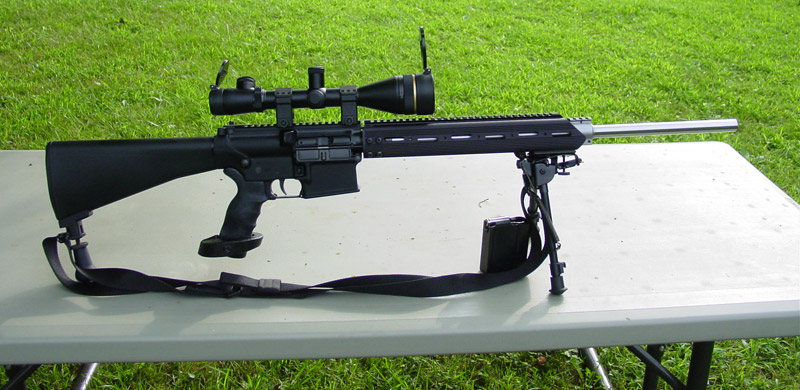
En AR-10 med kikarsikte monterat på picatinnyskena.

Picatinnyskena är en skena som är fast monterad på många moderna handeldvapen. På picatinnyskenan kan man sedan montera tillbehör som kikarsikte, mörkersikte, vapenlampa, bipod, bajonett och liknande. Den är standardiserad som MIL-STD-1913 och STANAG 2324.

## Historia
Picatinnyskenan utvecklades vid Picatinny Arsenal i New Jersey och var ursprungligen avsedd enbart för montering av kikarsikten på militära prickskyttegevär. Efterhand började skenan på grund av sin mångsidiga användbarhet att användas även för andra tillbehör och på fler typer av vapen. Idag finns picatinnyskenor på allt från pistoler till kulsprutor, inte bara på ovansidan utan även under och på sidorna.

## Design

Dimensionsritning för picatinnyskenan.

För att skenan inte ska böjas av temperaturväxlingar i vapnet under eldgivning och för att även låsa monterade tillbehör i längdled har picatinnyskenan tvärgående skåror. Skårorna är 5,25 mm breda, 3,0 mm djupa och med 10,0 mm inbördes avstånd. Skårorna gör att picatinnyskenan liknar weaverskenan, men de är inte inbördes kompatibla då weaverskenans skåror har en rundad botten och tillbehör som uppfyller picatinnystandardaden har en kantig krossbult. De flesta tillbehör för weaverskenor (vilka har rundade krossbultar) kan dock monteras på picatinnyskenor.